# كاهدونكي موشمي (زيلايي)
کاهدونکي موشمي (بالفارسية: کاهدونکی موشمی) هي قرية تقع في إيران في قسم زیلایی الريفي. يقدر عدد سكانها بـ 227 نسمة بحسب إحصاء 2016.